# Донна (Техас)
Донна (англ. Donna) — місто (англ. city) в США, в окрузі Ідальго штату Техас. Населення — 16 797 осіб (2020).

## Географія
Донна розташована за координатами 26°9′40″ пн. ш. 98°2′20″ зх. д. / 26.16111° пн. ш. 98.03889° зх. д. (26.161050, -98.038929).  За даними Бюро перепису населення США в 2010 році місто мало площу 21,50 км², з яких 21,47 км² — суходіл та 0,03 км² — водойми.

## Демографія
Згідно з переписом 2010 року, у місті мешкало 15 798 осіб у 4613 домогосподарствах у складі 3754 родин. Густота населення становила 735 осіб/км².  Було 5761 помешкання (268/км²).
Расовий склад населення:
| - 86,4 % — білих - 0,4 % — чорних або афроамериканців - 0,3 % — корінних американців - 0,2 % — азіатів - 11,2 % — осіб інших рас |

До двох чи більше рас належало 1,5 %. Частка іспаномовних становила 92,3 % від усіх жителів.
За віковим діапазоном населення розподілялося таким чином: 34,2 % — особи молодші 18 років, 52,9 % — особи у віці 18—64 років, 12,9 % — особи у віці 65 років та старші. Медіана віку мешканця становила 29,3 року. На 100 осіб жіночої статі у місті припадало 90,3 чоловіків;  на 100 жінок у віці від 18 років та старших — 85,6 чоловіків також старших 18 років.
Середній дохід на одне домашнє господарство  становив 40 395 доларів США (медіана — 28 680), а середній дохід на одну сім'ю — 44 122 долари (медіана — 34 969). Медіана доходів становила 27 158 доларів для чоловіків та 30 310 доларів для жінок. За межею бідності перебувало 33,9 % осіб, у тому числі 47,9 % дітей у віці до 18 років та 27,0 % осіб у віці 65 років та старших.
Цивільне працевлаштоване населення становило 5570 осіб. Основні галузі зайнятості: освіта, охорона здоров'я та соціальна допомога — 34,5 %, науковці, спеціалісти, менеджери — 13,9 %, роздрібна торгівля — 13,0 %.